# Silvia Rivas
Silvia Rivas (Buenos Aires, Argentina, 1957) es una artista visual argentina conocida por sus videoinstalaciones de múltiples canales. En Latinoamérica se la considera precursora en el área de video expandido. Su obra se caracteriza por el cruce de materialidades y tecnologías en la que utiliza tanto dispositivos electrónicos como técnicas ancestrales. Su producción se organiza en series temáticas sea de videoinstalaciones, dibujos, fotografías u objetos. Interesada en revelar el poder metafórico de distintas materialidades, se sirve del medio electrónico y la imagen en movimiento para registrar la quietud, lo inminente y la percepción subjetiva del tiempo.
Entre otras distinciones, en 2001 recibe la Beca Guggenheim y el Premio Konex diploma al mérito correspondiente al quinquenio 1997-2001 y, en 2002, el premio al Video Argentino en la Bienal de Arte del Museo Nacional de Bellas Artes (MNBA); en 2005, la beca-residencia para postproducción de video del Wexner Center para las Artes, Columbus, Ohio. En 2006 y 2007, obtiene el tercer y segundo premio, respectivamente, del Salón Nacional de Artes Visuales en Nuevos Soportes e Instalaciones. En 2012 recibe nuevamente, el Premio Konex diploma al mérito correspondiente al decenio 2002-2012.
Ha representado a la Argentina en la Bienal de Mercosur, Porto Alegre, ediciones 3º y 5º, en la 8º Bienal de La Habana, y en Bienalsur 2019.
Su obra integra colecciones nacionales e internacionales tanto públicas como privadas. Entre ellas el Museo Nacional Centro de Arte Reina Sofía (MNCARS), Museo de Arte Latinoamericano de Buenos Aires. (MALBA), Museo de Arte Moderno de Buenos Aires (MAMBA).

## Biografía
En 1981 egresa de la Escuela Nacional de Bellas Artes “Prilidiano Pueyrredón” con la especialidad en escultura. Paralelamente se forma con Kenneth Kemble en cuyo taller se desempeña como profesora de dibujo y con Víctor Grippo, al que considera su principal referente y con quien reflexiona sobre los materiales y la potencia contenida en los mismos. 
En sus comienzos realiza pinturas, dibujos y objetos, soportes con los que trabajará a lo largo de toda su trayectoria. En dichas obras, Rivas incorpora diversas técnicas y materiales, como la emulsión fotográfica sobre placas de acero inoxidable, intervenciones con resina, elementos naturales, vidrio y grafito. En este período el circuito de circulación del arte contemporáneo en Buenos Aires todavía estaba dominado por la división en las disciplinas tradicionales por lo que sus objetos resultaban de difícil clasificación.

A partir de 1990 incorpora el video como medio expresivo para abordar el tema del tiempo con mayor precisión. La inquietud en torno al tiempo y a la dimensión humana, llevan a problematizar el soporte y comienza a realizar instalaciones audiovisuales. En una entrevista la artista declara:
"La imagen en movimiento me empezó a resultar necesaria hacia 1998, cuando trabajaba en una serie de obras sobre papel y acero con la idea de señalar, a través de la imagen, una doble característica del tiempo: la de dejar huellas y borrarlas en una misma acción. Me interesaba cómo opera esta propiedad sobre la memoria y los objetos."
Cuentas de vidrio, una de sus primeras video instalaciones, participa de la muestra Videoarte Internacional, en el Museo Nacional de Bellas Artes (MNBA) en 1990, donde más tarde realizará una muestra individual de sus objetos. En 2000, recibe la  Beca Guggenheim con el proyecto Notas sobre el tiempo, lo que le permitió en 2001 - en pleno estallido institucional en Argentina - montar una videoinstalación de doce canales en la sala Cronopios del Centro Cultural Recoleta de Buenos Aires. Esta muestra, en la que transmite la urgencia y cacofonía del clima social, es considerada un punto de inflexión en su producción. En un texto introductorio a la obra de Rivas, Eugenio Viola refiere:
“Desde 2001, Silvia Rivas ha desarrollado un interés evidente por las prácticas basadas en el tiempo, lo que incluye la relación entre el video, el cuerpo, y el ambiente, así como estrategias relacionadas con el campo de la llamada “performance delegada”, con todo lo que puede implicar para el video post producido. A lo largo de los años, Rivas ha explorado las características de las tecnologías de video de última generación de cada momento y ha desarrollado un video-abordaje personal que hace un uso extenso de la cámara lenta, la reproducción extendida y los efectos de secuencia acelerada, para investigar el tiempo y el espacio. Observando la obra de Rivas con una mirada retrospectiva, no cabe duda de que es una pionera de la experimentación con las posibilidades “expandidas” del video, en sus cualidades tanto para la instalación como para la ambientación, y no solo en Argentina, sino también dentro del contexto más amplio que representa Latinoamérica”.
Durante la crisis económica y social argentina, Rivas produce la obra Llenos de esperanza en la que puede leerse metafóricamente la problemática social desde un punto de vista existencial. El compromiso político de la obra se alinea con la premisa de la 8ª Bienal de La Habana, en la que participa en 2003. Por este mismo trabajo recibió el  Premio al Video Argentino en Bienal de Arte, Museo Nacional de Bellas Artes (MNBA). 
En 2004 monta Todo lo de afuera en el Museo de Arte Moderno de Buenos Aires (MAMBA). Registrando la acción de un grupo de adolescentes en situación de riesgo. La obra indaga sobre el vínculo entre el sujeto, su relación con el entorno y con el otro. Paralelamente, Rivas realiza una serie de retratos de jóvenes tomados como arquetipos y vuelve al tema del paisaje en Pequeño acontecimiento-Paisaje a definir. El Río de la Plata y el horizonte de llanura, se muestran como analogía poética a la identidad e historia argentina. 
En el 2010, presenta Zumbido en el Programa Contemporáneo del Museo de Arte Latinoamericano de Buenos Aires (MALBA), con proyecciones de grandes dimensiones y sonido envolvente. Esta serie trata la condena a la acción permanente a través de escenas en las que interactúan una mujer y un enjambre de moscas. En 2014 logra exhibir la serie completa en el Museo Municipal de Bellas Artes Juan B. Castagnino en la ciudad de Rosario, Argentina, generando un recorrido a lo largo de varias salas, en las que se suceden acciones y ritmos obsesivos. El conjunto de dibujos Odisea Invisible cierra el recorrido. Bajo este título realiza ese mismo año, una intervención con grafito en los muros de Fundación Proa.
En el período siguiente, simultáneamente al rodaje de Momentum, realiza pequeñas instalaciones o assemblages con video tratando al paisaje como imaginario y artificio del Paraíso. Un ejemplo es la obra de la artista: Igual el paraíso es nuestro.
Con cámara de alta velocidad para lograr imágenes definidas de mínimos instantes, registra las performances para su serie Momentum. Piezas de esta serie que incluyen materiales como mármol de Carrara o porcelana, se mostraron en la muestra Migraciones en el Arte contemporáneo en MUNTREF, en la edición 2019 de Bienalsur y en RolfArt. 
En Fuerza Diagonal de 2018, pasa de la percepción subjetiva a una perspectiva grupal. El título de esta serie se inspira en el concepto homónimo de Hannah Arendt y refiere a la acción con el otro como posibilidad transformadora.
Vive y trabaja en Buenos Aires. Es representada por las galerías: RolfArt, Buenos Aires; y Diana Lowenstein, Miami.

## Obra
Los materiales y sus particularidades físicas ocupan un lugar destacado en la obra de Silvia Rivas recorriendo distintos soportes según su potencial metafórico. Indaga en los estados del ser, en la condición del hombre como tal.  En la visión de la artista, internamente el sujeto sólo encuentra su poder en una actitud de resistencia tenaz y constante, tomado firmemente a su presente.
Desde los noventa ha incorporado el video y la performance, montados espacialmente, como medio central en su producción artística. Interesada por su capacidad para plasmar ideas visuales arraigadas en el tiempo. Los trabajos de Rivas exploran situaciones donde éste se materializa como una presencia insoslayable. Su estética interpela al espectador, lo invita a sumergirse en un universo de realidades más o menos constantes, enfrentándolo a través de sus videoinstalaciones a dimensiones insondables de la espacialidad y la temporalidad.

En palabras de Rodrigo Alonso: 
“Su obra manifiesta también un compromiso político con cada contexto de producción y exhibición. En el 2001 la crisis económica, social y política del país cambia la fisonomía del entorno. Su impacto sobre la gente deja huellas dolorosas, tanto para quienes lo sufren como para quienes son testigos de sus atroces consecuencias. En este contexto, las acciones de los personajes que pueblan los videos de Silvia Rivas se tornan cada vez menos abstractas.” 
Aunque Rivas procura con frecuencia relativizar las improntas históricas para proyectar sus trabajos hacia el terreno filosófico, a medida que va progresando la interrelación creativa, comienzan a surgir algunos contextos que anclan las obras definitivamente a un entorno comunitario y/o epocal más definido.
El protagonismo que va adquiriendo el cuerpo como eje de unos conflictos existenciales se van haciendo carne cuando Rivas comienza a trabajar con performers, que al ser tomados como arquetipos, aportan una corporalidad concreta y situada, como se ve en Todo lo de Afuera (2004) o Fuerza diagonal (2018).
En Zumbido (2010) exacerba el poder de la metáfora en tanto, no retrata ninguna realidad existente fuera del entramado electrónico. Las moscas representan algo que está más allá de ellas.
Con el título Pequeños paraísos ensamblados (2015), Rivas desarrolla una serie de pequeñas videoinstalaciones, pequeños edenes a los que podemos aspirar como habitantes urbanos, espacios minúsculos, casi clandestinos, extraños a la experiencia de la vida metropolitana y sus ofertas de placer electrónico.
La preocupación existencial –y hasta metafísica– se profundiza en los trabajos inmediatamente posteriores, cuando reaparece la figura humana como hilo conductor de la reflexión poética: Momentum (2017), Fuerza diagonal (2018).

## Exposiciones

### Selección exposiciones individuales
- 2019
  - Fuerza diagonal, Rolf Art, Buenos Aires, Argentina[21]

- 2015
  - Igual el paraíso es nuestro, Diana Lowenstein Gallery, Miami, Florida, Estados Unidos.
  - Momentum, Rolf Art, Buenos Aires, Argentina.[24]

- 2014
  - Zumbido / Odisea invisible, Museo Municipal de Bellas Artes Juan B. Castagnino, Rosario, Santa Fe, Argentina.[15]

- 2010
  - Zumbido. Contemporáneo 26, Museo de Arte Latinoamericano de Buenos Aires (MALBA), Buenos Aires, Argentina.[14]

- 2004
  - Todo lo de afuera, Museo de Arte Moderno de Buenos Aires (MAMbA), Buenos Aires, Argentina.[25]

- 2003
  - Nocturnos, Diana Lowenstein Gallery, Miami, Florida, Estados Unidos.

- 2001
  - Notas sobre el tiempo. El tiempo como escenario, Centro Cultural Recoleta (CCR), Buenos Aires, Argentina.
  - Notes on Time, Diana Lowenstein Gallery, Miami, Florida, Estados Unidos.

- 1998
  - Marcas del tiempo - Imagen semejanza, Galería Der Brücke, Buenos Aires, Argentina.
  - Silvia Rivas, Museo Nacional de Bellas Artes (MNBA), Buenos Aires, Argentina.[26]

- 1996
  - Marcas del tiempo, Joan Prats Gallery, Nueva York, Estados Unidos.

- 1995
  - Silvia Rivas, Galería Der Brücke, Buenos Aires, Argentina.

- 1993
  - Silvia Rivas, Casa da Parra, Junta de Galicia, Santiago de Compostela, España.

- 1989
  - Pinturas, TEMA Galería de Arte, Buenos Aires, Argentina.

### Selección muestras colectivas
- 2020
  - Quiero estar contigo, Museo de Arte Moderno de Bogotá, Bogotá, Colombia.[27]

- 2019
  - Después del futuro. Imágenes para recomponer la relación sociedad/naturaleza, Bienal Sur 2019, Museo Nacional de Bellas Artes de Neuquén, Argentina.
- 2017
  - Naturaleza. Refugio y recurso del hombre, Centro Cultural Kirchner (CCK), Buenos Aires, Argentina.[28]
- 2016
  - El museo de los mundos imaginarios, Centro Cultural Recoleta (CCR), Buenos Aires, Argentina.
  - Paisaje, el devenir de una idea (Doscientos años: pasado, presente y futuro), Centro Cultural Kirchner (CCK), Buenos Aires, Argentina.
- 2015
  - Migraciones en el arte contemporáneo, Centro de Arte Contemporáneo Hotel de Inmigrantes (MUNTREF), Buenos Aires, Argentina.[19][18]
- 2014
  - El museo de los mundos imaginarios, Museo de Arte Contemporáneo (MAR), Mar del Plata, provincia de Buenos Aires, Argentina.
  - Entre tiempos... Presencias de la Colección Jozami en el Museo Lázaro Galdiano, Museo Lázaro Galdiano, Madrid, España.
  - Los vencedores y los vencidos, Museo de Arte Moderno de Buenos Aires (MAMbA), Buenos Aires, Argentina.
- 2011
  - Arte argentino actual en la Colección de MALBA. Obras 1989-2010, Museo de Arte Latinoamericano de Buenos Aires (MALBA), Buenos Aires, Argentina.
- 2010
  - Realidad y utopía. 200 años de arte argentino: una visión desde el presente, Akademie der Künste (Pariser Platz), Berlín, Alemania.
- 2009
  - Argentina hoy, Centro Cultural Banco do Brasil, San Pablo; Centro Cultural Banco do Brasil, Río de Janeiro, Brasil.
- 2005
  - 5ª Bienal Del Mercosur, Porto Alegre, Brasil.
  - Argentina bajo la línea del horizonte (en colaboración con Carlos Trilnick), Estudio Abierto Puerto, Buenos Aires, Argentina.
  - XV Videobrasil, Asociación Cultural Videobrasil, San Pablo, Brasil.
  - Fokus Südamerika, Kunst Film Biennale, Kino in der Brücke / Kölnischer Kunstverein, Colonia, Alemania.
- 2003
  - Bienal de La Habana, Centro de Arte Contemporáneo Wilfredo Lam, La Habana, Cuba.[29]
- 2002
  - Últimas tendencias en la Colección del MAMbA, Museo de Arte Moderno de Buenos Aires (MAMbA), Buenos Aires, Argentina.
- 2001
  - 3ª Bienal del Mercosur, Porto Alegre, Brasil.
- 1993
  - Instalaciones, Museo Nacional de Bellas Artes (MNBA), Buenos Aires, Argentina.
- 1990
  - Videoarte Internacional, Museo Nacional de Bellas Artes (MNBA), Buenos Aires, Argentina.
  - Artistas de Buenos Aires (Centro de Arte y Comunicación, CAYC), Museo de Arte Moderno, Ciudad de México, México; Museo de la Tertulia, Cali, Colombia; Museu de Arte de São Paulo, San Pablo, Brasil.

## Premios y distinciones
| Año  | Premios / Becas / Distinciones |
| ---- | --- |
| 2012 | Premio Konex. Diploma al Mérito. Decenio 2002-2012. Fundación Konex. |
| 2007 | Segundo Premio Salón Nacional de Artes Visuales. Nuevos Soportes e Instalaciones. |
| 2006 | Tercer Premio Salón Nacional de Artes Visuales. Nuevos Soportes e Instalaciones. Premio Faena, El Porteño Art District. Proyecto Colectivo Argentina es afuera.                                                                                |
| 2005 | Beca para posproducción de video. Wexner Center for the Arts, Columbus, Ohio, Estados Unidos. Mención Salón Nacional de Artes Visuales. Nuevos Soportes e Instalaciones.                                                                       |
| 2002 | Premio Konex. Diploma al Mérito. Quinquenio 1997-2001. Fundación Konex. Premio al Video Argentino. Bienal de Arte, Museo Nacional de Bellas Artes (MNBA). Premio a las Artes Visuales, edición 2001. Asociación Argentina de Críticos de Arte. |
| 2001 | Beca Guggenheim Memorial Foundation. Video-installation Art. Premio Arte Digital Argentino. Bienal Internacional de Arte de Buenos Aires. Museo Nacional de Bellas Artes (MNBA).                                                               |
| 1991 | Premio Beca Ciudad de México. |